# Io senza te
Chansons représentant la Suisse au Concours Eurovision de la chanson
Cinéma
(1980) Amour on t'aime
(1982)
Io senza te (en français : « Moi sans toi ») est une chanson du groupe suisse Peter, Sue & Marc. Elle est la chanson représentant la Suisse au Concours Eurovision de la chanson 1981.

## Adaptations
Outre sa version originale en italien, Peter, Sue & Marc ont également enregistré la chanson en allemand et en anglais sous les titres respectifs Ich ohne dich et Me Without You. Les deux versions respectives paraissent en face B des 45 tours d'Io senza te.

## À l'Eurovision

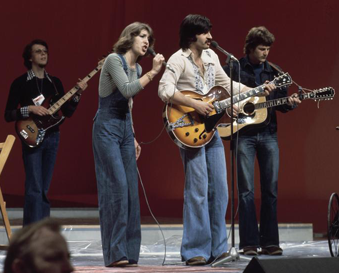
Peter Sue et Marc ont déjà participé à l'Eurovision : comme en 1976 à La Haye lors de la 21e édition du Concours Eurovision de la chanson.

C'est avec la chanson Io senza te que Peter Sue et Marc représentent la Suisse pour la quatrième fois. À chaque participation le groupe a interprété ses chansons dans une langue différente :  en 1971 avec Les Illusions de nos vingt ans en français, en 1976 avec Djambo, Djambo en anglais, en 1979 avec Trödler und Co en allemand et enfin en 1981 avec Io senza te en italien, un record dans l'histoire de l'Eurovision.

### Sélection
Io senza te de Peter, Sue & Marc est sélectionné par le radiodiffuseur suisse SSR, à travers la finale nationale Concours Eurovision '81, pour représenter la Suisse à l'Eurovision 1981 à Dublin.

### À Dublin
La chanson est intégralement interprétée en italien, l'une des quatre langues nationales de la Suisse, comme l'impose la règle de 1977 à 1998. L'orchestre est dirigé par Rolf Zuckowski (en).
Io senza te est la 19e chanson interprétée lors de la soirée, suivant Monika de Island pour Chypre et précédant Fångad i en dröm de Björn Skifs pour la Suède.
À la fin des votes, Io senza te obtient 121 points et termine 4e sur 20 chansons,. C'est la meilleure performance du trio.

## Liste des titres
| A. | Io senza te                       | Peter Reber, Nella Martinetti           | 3:00 |
| B. | Ich ohne dich (version allemande) | P. Reber, N. Martinetti, Rolf Zuckowski | 3:00 |

| A. | Io senza te                       | P. Reber, N. Martinetti               | 3:00 |
| B. | Me Without You (version anglaise) | P. Reber, N. Martinetti, R. Zuckowski | 3:00 |

## Classements hebdomadaires
| Classement (1981)                    | Meilleure position |
| ------------------------------------ | ------------------ |
| Allemagne de l'Ouest (Media Control) | 47                 |
| Suisse (Schweizer Hitparade)         | 5                  |

| Classement (2007)            | Meilleure position |
| ---------------------------- | ------------------ |
| Suisse (Schweizer Hitparade) | 57                 |

## Historique de sortie
| Pays   | Date | Format   | Label(s)                                                                             | Réf.  |
| ------ | ---- | -------- | ------------------------------------------------------------------------------------ | ----- |
| Suisse | 1981 | 45 tours | PSM Records                                                                          | [ 4 ] |
| Divers | 1981 | 45 tours | Philips (Autriche, Allemagne, Portugal), Epic (Espagne, Royaume-Uni), Saban (France) | [ 8 ] |